# Galneryus
GALNERYUS es una banda japonesa de power metal con influencias de grupos del metal como Stratovarius, Sonata Arctica, Helloween, X Japan y Dream Theater.  Las portadas de los álbumes están diseñadas por Yoshitaka Amano, conocido diseñador gráfico japonés, el cual ha contribuido al diseño de la saga Final Fantasy y el manga Vampire Hunter D y una de las bandas más importantes dentro del power metal japonés. Son también conocidos por las canciones que han compuesto como opening y ending de varios anime de éxito, como Hunter x Hunter.

## Biografía

### 2001 - 2003
GALNERYUS es una banda de power metal, encabezada por el guitarrista Syu ex-(Animetal). Su nombre es una referencia a los violines Guarnerius.
Syu está influenciado enormemente por las bandas Stratovarius y Sonata Arctica, sin embargo dice estar más acorde con el estilo de X Japan, especialmente hide a quien admira enormemente, sobre todo en su época como solista, ya que supo crear música distinta a lo que había hecho antes sin perder su calidad[cita requerida].
Es difícil hablar sobre su sonido encasillándose en un estilo; considerando que podrían pasar por una banda metal europea o estadounidense y a su vez con cierto origen fuerte de metal japonés, son generalmente caracterizados como la mezcla perfecta y más veloz del power metal europeo (Stratovarius, Sonata Arctica) con el metal visual japonés (X japan, Onmyouza), sin obviar el aporte personal de Syu el cual compone y arregla todos los temas y solos llegando algunos a hacer del largo e intensidad de una verdadera obra de concierto[cita requerida].
GALNERYUS comenzó en 2001, creada después que el guitarrista Syu tuviese la idea de iniciar una banda de Power Metal, diferente a sus bandas anteriores. Solo al poco tiempo de la separación de su banda Valkyr, Syu comenzó el nuevo proyecto junto al vocalista YAMA-B, a quien descubrió escuchándolo cantar por la radio. Yama B tiene como principal influencia a Bruce Dickinson de Iron Maiden y Kai Hansen de Helloween. Ambos músicos son de la misma localidad y compartieron la misma idea de comenzar una banda de power metal. Después de haber reunido a algunos músicos de soporte comenzaron a escribir canciones, ensayar, dando conciertos y contribuyendo con algunas canciones a discos omnibus, los cuales llevaron al lanzamiento de su primer demo "United Flag" en 2003. Como muchos artistas novatos, solo lanzaron un número limitado de copias. En el mismo año lanzaron otro demo "Rebel Flag".
Fue la pasión de los integrantes de la banda que los ayudarían a conseguir un contrato de grabación: el sello VAP (el cual también es el sello de Animetal, donde milita Syu) les propuso un contrato que consistía en el lanzamiento de su primer álbum, The Flag of Punishment, en octubre de 2003.
En su primer LP ya marcan claramente lo que posteriormente se convertirá en su sonido característico. Este disco fue bien recibido por el público y adquirió la aprobación de la prensa. Desde ese entonces la banda ha sido considerada como parte creíble e innovadora de la escena musical japonesa.

### 2005
Pero su segundo álbum, Advance to the Fall, lanzado en marzo, reveló a la banda al resto del mundo, especialmente gracias al Sencillo "Silent Revelation". El álbum se convirtió en un verdadero éxito.

### 2006
Después de una serie de conciertos (para Syu con Animetal y Galneryus), la banda se retiró al estudio nuevamente a grabar su tercer álbum Beyond the End of Despair..., lanzado en julio. El álbum fue mezclado y editado por el equipo Sueco SHEP, dándole a su sonido más cercanía a las bandas metal europeas. Pocos meses después la banda lanzó su primer DVD en vivo, "Live for Rebirth", el cual muestra a la banda durante sus conciertos de su gira Die for Rebirth.
Después de participar en el evento Pure Rock Japan 2006 y contribuir al álbum compilación "Tribute to Death Note", el bajista Tsui dejaría la banda a principios de 2007.

### 2007
Lanzan su 4º LP, One for all – All for one, contando con el nuevo bajista, Yu-To (Deluhi), en sustitución de Tsui.

### 2008
El 5 de marzo lanzan un DVD grabado durante el Final de su Gira "Live for All - Live for One".
El 19 de marzo lanzan un Maxisingle 'Alsatia/Cause Disarray' El cual contiene el Opening y Ending respectivamente del Anime Mnemosyne no Musume-tachi además de otros dos Tracks.
Esa misma fecha Galneryus se presenta en vivo como uno de los invitados en el evento Tokyo Metropolis, organizado por Sherow Artist Society junto con las bandas Versailles, Matenrou Opera, Chariots y 12012.
El 18 de mayo comenzarán su Nuevo Tour por Japón llamado 'Path to the Fifth Flag'.
El 30 de julio lanzan el sencillo "Shining Moments" como adelanto de su próximo álbum. 
El 10 de septiembre sale al mercado su quinto álbum, Reincarnation.
Un mes después, Yama-B (cofundador y vocalista) comunica que dejará la banda una vez finalice la gira de presentación de Reincarnation.

### 2009
Masatoshi Ono (SHO) es anunciado como nuevo vocalista. También se incorpora a la banda Taka, en sustitución de Yu-To.

### 2010
A finales de marzo se anuncia el que será su sexto álbum de estudio y primero con la formación actual. La fecha prevista para su lanzamiento es el 23 de junio de 2010 y llevará por nombre Resurrection. 
El 21 de abril sale a la venta un sencillo conteniendo 3 nuevas canciones. Una de ellas, "A far-off distance", será el ending de la serie de anime Rainbow: Nisha Rokubō no Shichinin.
El 23 de junio sale a la venta Resurrection según lo anunciado.

### 2011
Se anuncia el séptimo disco, segundo con SHO en las voces, para el 5 de octubre de 2011, que llevará por nombre Phoenix Rising y contendrá 11 canciones nuevas. Un adelanto en forma de EP llamado "Future never dies" estará disponible en formato digital el 7 de septiembre, esta canción está dedicada a las personas que sobrevivieron en el terremoto de inicios de año.

### 2012
El 25 de enero lanzan un miniálbum titulado Kizuna, el cual consta de 7 temas incluyendo nuevas versiones de "Owari Naki Konoshi (Owari Naka, Kono Uta)", y de "Whispers in the Red Sky (Across the Rainbow)", ambas adaptadas a la voz de Sho, también lanzan el video de la canción homóloga del álbum, Kizuna y un bonus track de la canción "Kizuna" en vivo del DVD "Phoenix Living In The Rising Sun".
El 18 de julio lanzan el Maxisingle "Hunting for your Dream" el cual consta de 4 temas incluyendo el opening y el ending del anime Hunter x Hunter también lanzan el video de la canción homóloga del álbum, "Hunting For Your Dream" y el tema "Departure!" del miniálbum Kizuna esta vez en su versión japonesa. "Hunting For your dream" esta en su versión en idioma inglés y en su idioma natal japonés.
El día 10 de octubre Galneryus lanzó su octavo álbum que tendrá por título Angel Of Salvation 
Este nuevo material discográfico contará con un total de 10 tracks.
El grupo recientemente lanzó su maxisencillo, "Hunting For Your Dream", mismo que será incluido en este próximo disco.
El 19 de septiembre lanzan el video "Angel of Salvation" que toma de referencia el Concierto para violín en D del compositor Chaikovski, el cual pertenece al álbum homónimo.

### 2013
El día 22 de mayo Galneryus lanzó su noveno álbum "The IronHearted Flag" Vol. 1: Regeneration Side" y el 4 de septiembre lanzó su décimo álbum "The IronHearted Flag, Vol. 2: Reformation Side". Ambos contienen canciones remasterizadas cantadas por Masatoshi Ono (SHO).

### 2014
El día 26 de marzo grabó un DVD denominado "Reliving the Ironhearted Flag" 
El día 24 de septiembre Galneryus lanza su undécimo álbum titulado "Vetelgyus" que cuenta con un total de 12 temas. También lanzó el vídeo de la canción "There's No Escape".
el día 22 de noviembre lanzó el sencillo llamado "Attitude to life" el cual contiene el ending del anime "Donten Ni Warau"

### 2015
El día 20 de mayo grabó un DVD llamado "Attitude to Live" que contiene canciones en vivo del álbum "Vetelgyus" y otras.
El día 9 de diciembre lanzó su décimo-segundo álbum titulado "Under the Force of Courage" cuenta con un total de 9 temas junto con el videoclip de la canción "Raise my Sword".

### 2016: Concierto en México, Salida de Junichi
El 9 de septiembre sale a la venta su 7° DVD en vivo "The Sense Of Our Lives".Se anuncia la salida de Junichi y es reemplazado por Fumiya
El 3 de diciembre dan un único concierto en México

### 2017 y el Cuento continua, cambio de sello
Galneryus se cambia de sello y firman con Warner Music Japan.
El 27 de septiembre sale a la venta "Ultimate Sacrifice", este álbum es la continuación de "Under The Force Of Courage"

### 2018
El 25 de abril sale a la venta su 8° DVD en vivo "Just Play To The Sky ~What Could We Do For You?~"

### 2019: Concierto en USA
GALNERYUS fue invitado para dar un concierto para el festival de Progpower USA XX celebrado en Atlanta para el segundo día (5 de septiembre de 2019.)

### 2020  : Salida de FUMIYA
Como acaban de anunciar FUMIYA deja la banda el 1 de junio, e ingresa su nuevo baterista LEA

### 2021: Anuncio del nuevo álbum
El 11 de febrero SHO y Taka mediante su canal de YouTube anunciaron que están trabajando en su nuevo álbum todavía sin fecha de lanzamiento

## Miembros
- Masatoshi Ono - Voz
- Syu - Guitarra
- Yuhki - Teclado
- Taka - Bajo
- LEA : Batería

### Miembros anteriores
- Yama-B - Voz (2001 - 2008)
- A - Teclado (2001 - 2002)
- Yoshinori Takaoka - Teclado (2002)
- Shogo Himuro - Bajo (2001 - 2002)
- Yusuke - Bajo (2002)
- Tsui - Bajo (2003 - 2006)
- Yu-to - Bajo (2007 - 2009)
- Toshihiro Yui - Batería (2001 - 2002)
- Junichi Satoh - Batería (2003 - 2016)
- Fumiya - Batería (2016 - 2020)

## Discografía

### Álbumes
- The Flag of Punishment (2003.10.22)
- Advance to the Fall (2005.03.23)
- Beyond the End of Despair (2006.07.12)
- One for All - All for One (2007.08.22)
- Reincarnation (2008.09.10)
- Resurrection (2010.06.23)
- Phoenix Rising (2011.10.05)
- Kizuna (2012.01.25)
- Angel of Salvation (2012.10.02)
- The IronHearted Flag, Vol. 1: Regeneration Side (2013.05.22)
- The IronHearted Flag, Vol. 2: Reformation Side (2013.09.04)
- Vetelgyus (2014.09.24)
- Under The Force Of Courage (2015.12.09)
- Ultimate Sacrifice (2017.9.27)
- Into the Purgatory (2019.10.23)
- Falling Into The Flames Of Purgatory (2020.10.7)
- Union Gives Strength (2021.6.16)
- Between Dread and Valor (2023.03.01)
- The Stars Will Light the Way (2024.09.25)

### Tributos
- Voices from the past (2007.10.08)
- Voices from the past II (2008)
- Voices from the past III (2010)

### Sencillos
- «Everlasting (CD+DVD)» (2007.06.27)
- «Everlasting» (2007.06.27)
- «Alsatia/Cause Disarray» (2008.03.19)
- «Shining Moments» (2008.07.30)
- «Beginning of the Resurrection» (2010.04.21, digital EP)
- «Future Never Dies» (2011.09.07, digital EP)
- «Kizuna» (2012.01.25)
- «Hunting for your Dream» (2012.07.18, EP)
- «Attitude To Life» (2014.12.03)

### EP
- Rebel Flag (2002.08.23)
- United Flag (2001)

### Participaciones en compilados
- "Soldier of Fortune" (Loudness) - (Japanese Heavy Metal Tribute/魂II) (2002.12.11)
- "Black Diamond" (Stratovarius) - (Stand Proud! II) (2002.12.11) http://es.youtube.com/watch?v=rEdu-GfA5QE
- "Struggle for the Freedom Flag" - (Hard Rock Summit in Osaka) (2004.06.16)
- "Serenade (D.N.mix)" - (The Songs for Death Note the Movie 〜 The Last Name Tribute)(Bonus track beyond the end of despair) (2006.12.20)
- "Holy Blood: Tatakai no Kettô" (Seikima-II) - (Tribute to Seikima II: Akuma to no Keiyakusho) (2010.09.15)

### DVD
- Live for Rebirth (DVD+CD) (2006.11.22)
- Live for All - Live for One (DVD+CD) (2008.03.05)
- Live in the Moment of the Resurrection (2DVD) (2010.12.08)
- Phoenix Living in the Rising Sun (2DVD+2CD) (2012.03.28)
- Reliving The Ironhearted Flag (2CD, DVD y Blu-Ray) (2014.03.26)
- Attitude To Live (2DVD y Blu-Ray) (2015.05.20)
- The Sense Of Our Lives  (2DVD y Blu-Ray) (2016.09.09)

### Videos
- "Struggle for the Freedom Flag" (Flag of Punishment)
- "Silent Revelation" (Advance to the Fall)
- "My Last Farewell" (Beyond the end of despair)
- "Everlasting" (Everlasting (Single))
- "New Legend" (One For All - All For One)
- "Alsatia" (Alsatia/Cause Disarray (Single))
- "Shining Moments" (Reincarnation)
- "Destiny" (Resurrection)
- "You're the only" (Beginning Of The Resurrection EP)
- "Future Never Dies" (Future Never Dies EP)
- "Kizuna" (絆(Kizuna))
- "Hunting for your Dream" (Hunting for your Dream (Single))
- "Angel of Salvation" (Angel of Salvation)
- "There's No Escape" (Vetelgyus)
- "Raise My Sword" (Under the Force of Courage)